# Standing Rock
Standing Rock – jednostka osadnicza w Stanach Zjednoczonych, w stanie Alabama, w hrabstwie Chambers.